# Eitensheim
Eitensheim er en kommune i Landkreis Eichstätt i Regierungsbezirk Oberbayern i den tyske delstat Bayern. Den er administrationsby for Verwaltungsgemeinschaft Eitensheim.

## Geografi
Eitensheim ligger på højsletten i den sydlige del af Fränkische Alb mellem Eichstätt og Ingolstadt i Naturpark Altmühltal.

### Nabokommuner
Følgende byer og kommuner grænser til Eitensheim, (med uret fra nordvest): Hitzhofen, Lippertshofen, Gaimersheim, Friedrichshofen, Buxheim og Tauberfeld.